# Pholisma culiacana
Pholisma culiacana är en strävbladig växtart som först beskrevs av Robert Louis Dressler och Kuijt, och fick sitt nu gällande namn av G. Yatskievych. Pholisma culiacana ingår i släktet Pholisma och familjen strävbladiga växter. Inga underarter finns listade i Catalogue of Life.